# Alb mijlociu

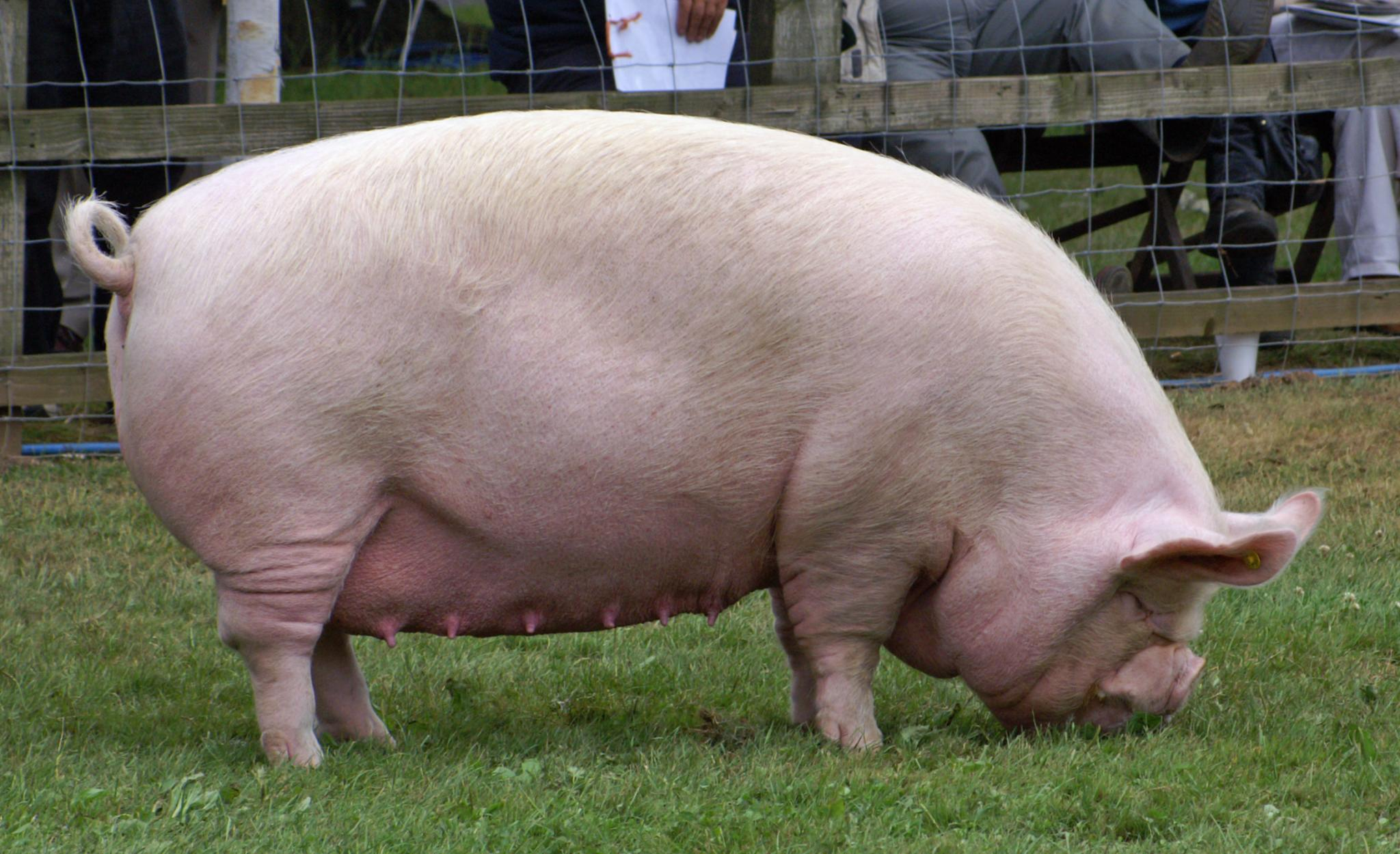
O scroafă rasa alb mijlociu

Alb mijlociu este o rasă de porci originară din Anglia, creată în secolul al XIX-lea prin încrucișarea raselor marele alb cu micul alb.
Are talia mijlocie, culoarea albă, capul mic și profilul capului concav.
Este o rasă precoce, pretențioasă la hrană și întreținere, cu prolificitate de 7-8 purcei la o fătare.